# Isla bonita (película de 2023)
Isla bonita es una película peruana de comedia del 2023 dirigida por Ani Alva Helfer, y producida por Dorian Férnandez Moris y Chichi Fernández Moris. La película está protagonizada por Patricia Barreto, Emilia Drago, Saskia Bernaola, Wales Pana, César Ritter y Alejandro Villagomez. La historia de la película sigue a tres amigas escapando de la rutina capitalina y visitando la ciudad de Iquitos en la búsqueda de un cambio rotundo en sus vidas.
Isla Bonita tuvo su avant premiere el 24 de noviembre en Iquitos, y fue estrenado a nivel nacional el 30 de noviembre.

## Sinopsis
Andrea, Roxana y Esperanza no están en su mejor momento. Sus vidas privadas y profesionales las llevan a cuestionarse si han tomado las mejores decisiones y si están acompañadas de las personas correctas. Es así como las tres emprenden un viaje a la bella Iquitos, donde en medio de hermosos paisajes, mucha diversión y personas nuevas sacarán conclusiones y decidirán si es momento de ponerle punto final a esa rutina que no las deja ser felices.

## Elenco
- Patricia Barreto como Andrea
- Emilia Drago como Roxana
- Saskia Bernaola como Esperanza
- Wales Pana como Danny
- César Ritter como Sergio
- Alejandro Villagomez
- Patricia Portocarrero
- Adriana Campos-Salazar

## Producción

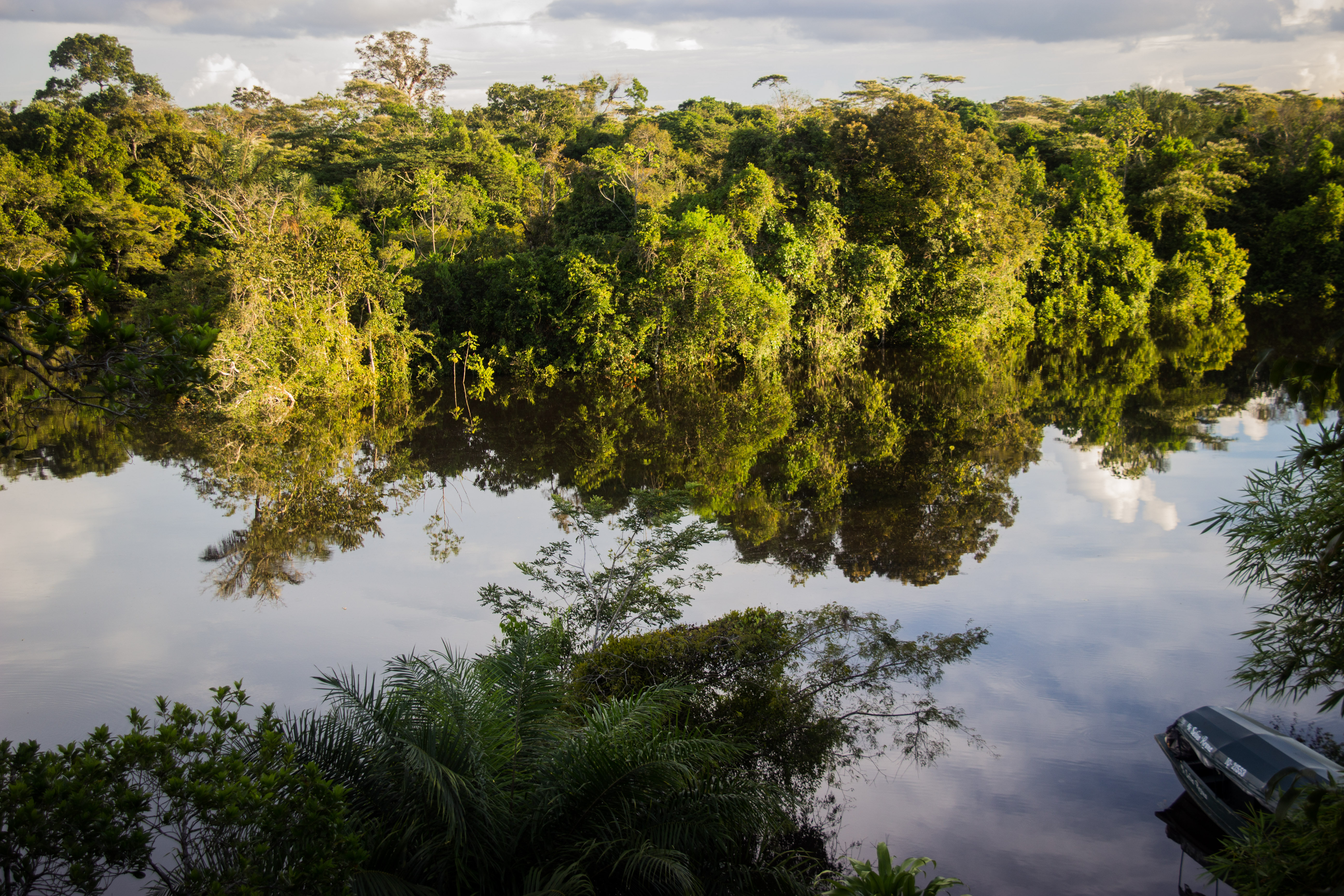
El Río Momón fue usado como una de las locaciones principales de la película.

Isla Bonita es una película peruana dirigida por Ani Alva Helfer y producida por Dorian Fernández-Moris y Chichi Fernández. El rodaje se llevó a cabo en la ciudad de Iquitos y sus alrededores, utilizando más de 28 locaciones en la región amazónica. La elección de Iquitos como escenario tuvo el propósito de destacar el paisaje de la selva peruana y promover la ciudad como un destino para producciones cinematográficas.
Durante el proceso de filmación, el equipo de producción enfrentó desafíos relacionados con las condiciones climáticas y geográficas de la Amazonía del Perú, como lluvias torrenciales y la interacción con la fauna local. A pesar de estos retos, la película contó con el apoyo de la comunidad y autoridades locales, además de la colaboración de empresas privadas, hoteles y restaurantes, lo que facilitó la logística del rodaje.
La producción de Isla Bonita incluyó la participación de la comunidad local de Iquitos. La etnia Yagua del río Momón formó parte del rodaje, contribuyendo a la ambientación de la película. Además, se llevó a cabo un proceso de casting en el que participaron más de 7,000 personas, seleccionando actores y extras locales.

## Estreno
El avant premiere de la película se llevó a cabo el 24 de noviembre de 2023 en la Plaza de Armas de Iquitos, marcando un hito al realizarse por primera vez en esta ciudad. El estreno nacional en cines se realizó el 30 de noviembre de 2023, donde superó los 600,000 espectadores, consolidándose como una de las películas más vistas del año en el país. Posteriormente, el 16 de febrero de 2024, la película se incorporó al catálogo de Netflix, permitiendo su acceso a una audiencia más amplia a través de esta plataforma de streaming.

## Taquilla
En su primer día en cines, la película debutó en el primer lugar con 18,000 espectadores. Al finalizar su primer fin de semana, superó los 100,000 espectadores, replicando el éxito del anterior largometraje de Ani Alva Helfer, Soltera, casada, viuda, divorciada, y superando a Wish y Napoleón.
Hacia la mitad de su segunda semana en cartelera, vendió más de 250,000 entradas, y al cierre de su segundo fin de semana alcanzó los 276,000 espectadores, ubicándose en el segundo puesto detrás de Wonka. Para su cuarta semana en cartelera, la película atrajo a más de 400,000 espectadores. Al final de su exhibición en cines, Isla Bonita registró un total de 611,183 espectadores, convirtiéndose en la vigesimoprimera película más taquillera en la historia del cine en Perú y en la tercera película peruana más taquillera de 2023.